# Redacted (film)
Redacted is een Amerikaanse lowbudget ($5.000.000,-) oorlogs/dramafilm onder regie van Brian De Palma, die in 2007 in première ging op het Filmfestival van Venetië. Het verhaal is een fictieve weergave van ware gebeurtenissen die plaatsvonden in het Iraakse dorpje Samarra tijdens de Irakoorlog, zoals de productie in de intro vermeldt.

## Verhaal
Een groep Amerikaanse soldaten waakt tijdens de Irakoorlog over een wachtpost in het dorpje Samarra, waar ze moeten voorkomen dat er wapens en bommen in handen komen van vijandelijke strijdkrachten. Aangezien hun werkelijkheid er een is waarin de vijand zich alleen middels boobytraps en verstopte explosieven laat zien, lopen de frustraties op vanwege de hitte en verveling.

Een van de soldaten, Angel Salazar (Izzy Diaz), wil graag naar een filmschool zodra zijn dienst erop zit. Vanuit dat oogpunt begint hij de belevenissen van hem en zijn dienstmaten Gabe Blix (Kel O'Neill), sergeant Sweet (Ty Jones), sergeant Jim Vazques (Mike Figueroa), Reno Flake (Patrick Carroll) en B.B. Rush (Daniel Stewart Sherman) te filmen, om het geheel later als toelatingsproduct in te kunnen leveren. Sommige delen filmt Salazar met het medeweten van de anderen, soms verstopt hij de camera om geheime gesprekken op te vangen. Via zijn beelden is te zien dat niet alle namens de Verenigde Staten gelegerde soldaten geestelijk en/of lichamelijk geschikt zijn voor de functie die ze in Irak komen uitoefenen. Voor mensen als Rush en Flake is de strijd meer een hatelijk spel van hen tegen on-mensen. De groep raakt ernstig onderling verdeeld wanneer de twee besluiten iets aan hun frustraties te doen door de vijftienjarige dochter van een van de Iraakse families in Samarra te verkrachten.

## Epiloog
Achter het hoofdverhaal van Redacted heeft regisseur De Palma een montage geplakt. Daarin krijgt de kijker een serie echte foto's te zien uit de Irakoorlog. Deze bestaan uit beelden van op verschillende manieren door de oorlog lichamelijk verminkte en/of gedode mannen, vrouwen en kinderen. Met behulp van zwarte strepen zijn de afgebeelde personen onherkenbaar gemaakt. Hun verwondingen zijn niet gecensureerd.

## Overige acteurs
- Ohad Knoller - de legerpsycholoog
- Zahra Zubaidi - Farah, een Iraakse verslaggeefster

## Prijzen
- Amnesty International Film Festival - Jeugdjury Prijs (De Palma)
- Filmfestival van Venetië - Future Film Festival Digital Award en de Zilveren Leeuw (beide voor De Palma)